# Румпф, Александр (старший)
Александр Румпф (нем. Alexander Rumpf; 8 апреля 1928, Карлсруэ — 1 декабря 1980, Ремшайд) — немецкий дирижёр. Сын Вильгельма Румпфа.
Окончил Баденскую высшую школу музыки, которой руководил его отец, занимался также частным образом у Отто Мацерата. В 1953 г. дебютировал в Опере Карслруэ, с 1954 г. работал репетитором в оперном театре Пфорцхайма. Одновременно совершенствовал своё мастерство под руководством Герберта Караяна. В 1961—1963 гг. первый капельмейстер берлинского Западного театра, в 1963—1964 гг. работал ассистентом Караяна. В 1964—1965 гг. главный дирижёр Симфонического оркестра NHK, записал с ним увертюру Людвига ван Бетховена «Кориолан» и симфонию «Художник Матис» Пауля Хиндемита. Вернувшись в Европу, в 1966 г. возглавил Ремшайдский симфонический оркестр, с 1971 г. генеральмузикдиректор Ремшайда; в истории музыкальной жизни города остался, прежде всего, работой по приобщению молодёжи к музыке — школьными концертами и мастер-классами для юношества.